# 東京都交通局800形電車
東京都交通局800形電車（とうきょうとこうつうきょく800がたでんしゃ）は、1947年（昭和22年）から1968年（昭和43年）まで東京都交通局に在籍した東京都電車（都電）の路面電車車両。

## 概要
1942年（昭和17年）に登場し、戦災で8両が失われた半鋼製のボギー電車、700形の増備車として、1947年（昭和22年）から翌年にかけて40両が製造された。製造メーカーは木南車輌製造と日本鉄道自動車工業。
700形の増備として製造されたものの、車体は戦前製造の同形式には存在しなかった側面窓上のウィンドウ・ヘッダー（補強板）が設置され、運転台部分の絞りは廃止されるなどのマイナーチェンジが図られた。さらに台車の型式も変更されたことから、製造途中で新たに800形の形式名が与えられ700形として登場した車両も800形の番号に変更された。
制御器は三菱電機製のKR-208形制御器が採用された。この制御器は直接制御ながら、DB1系やKR系といった標準的な直接制御器が直列4段・並列4段・制動7段であるのに対し、直列10段・並列8段・制動10段の多段式となっていた。後年標準のKR-8に交換された。

## 運用
1947年9月1日より3両が営業運転に投入された。この3両は700形としての番号（713・714・725）が付けられていたが、先述した経緯から以後の新造車は800形として竣工。その後、戦災被災車の欠番整理と、戦災復旧車の復帰による番号整理の際に初期生産分の3両も（801・802・823）に改番された。
全車が早稲田車庫に配置されたが、急坂の多い39系統の運用に就くことはなく、もっぱら15系統の運用に用いられた。一時期、一部の車両が柳島や南千住に転属したが、すぐに早稲田車庫に戻っている。
1965年（昭和40年）7月に815号が事故廃車となり、本形式初の除籍車となった。本格的な廃車は1967年（昭和42）8月から始まり、翌年1月までに全車が廃車となり、15系統廃止を待たずして形式消滅した。